# ルイス・ブニュエル
ルイス・ブニュエル（スペイン語: Luis Buñuel, 1900年2月22日 - 1983年7月29日）は、スペイン出身、のちにメキシコに帰化した映画監督、脚本家、俳優である。フランス、スペイン、アメリカ合衆国、メキシコ、国境を越えて多種多様な映画を撮った。特にシュルレアリスム作品とエロティシズムを描いた耽美的作品で有名である。キリスト教に関する作品もあり、物議を醸した。

## 略歴
- 1900年2月22日、スペイン・アラゴン州テルエル県カランダに生まれる。
- 1928年、短篇『アンダルシアの犬』をサルバドール・ダリと共同監督する。
- 1930年、中篇『黄金時代』が上映禁止となる。
- 1946年、メキシコに渡る。
- 1961年、『ビリディアナ』がカンヌ国際映画祭パルム・ドールを受賞するも、反宗教的との理由でスペイン政府により作品の国籍を剥奪される。
- 1963年以降は主にフランスで映画製作をする。
- 1983年7月29日、メキシコシティで肝硬変により死去。満83歳没。

## 人物・来歴
1900年にスペイン・アラゴン地方のカランダで地主の家に生まれる。17歳のときにマドリードに出て7年間を学生館で過ごし、後に詩人として有名になるフェデリコ・ガルシーア・ロルカ、画家として有名になるサルバドール・ダリなどと交友を結ぶ。最初は自然科学を学ぶが、途中で歴史学、哲学に変更。
1923年に父が死に、1925年にパリに出る。批評を書き、映画撮影所に出入りして助監督などをしているうちに当時の前衛芸術であるシュールリアリズム運動を知る。スペインに一時帰国したとき、まだ無名だった友達のダリと見た夢の話をしているうちに、それをもとに映画を作ることになる。二人で脚本を書き、パリに戻って『アンダルシアの犬』を撮影。女性の眼球（実際には牛の目が使われた）を剃刀でいきなり切るというスキャンダラスなシーンからスタートするこの映画は熱狂的な拍手で迎えられて、ダリとブニュエルはアンドレ・ブルトンらのシュールリアリスト達の輪の中に迎えられる。今も同作品はシュールリアリズムを代表する古典的名作である。
その直後にダリとブニュエルは『黄金時代』を撮るが、右翼がスクリーンに向って爆弾を投げつける事件が起きて、その後50年間公開禁止となる。その後、ブニュエルはスペインに戻ってドキュメンタリー映画『糧なき土地』を撮影。スペインの最貧地方の生活を描いたこの映画はファシスト達の愛国心的反発を誘発し、これも公開禁止となる。国辱映画を作ったとして、ブニュエルはフランシスコ・フランコ政権下で指名手配までされることになる。
スペイン内戦が勃発し、ブニュエルは共和国側のフランス大使のスタッフとして東奔西走する。共和国側がファシストに敗北した頃はアメリカに渡っていてニューヨーク近代美術館で反ファシズム映画を集めるという仕事に就くが、あまりにも世間知らずなダリが『わが秘められた生涯』の中で「ブニュエルは無神論者だ」と発言することによって職を失う。
ハリウッドに移って映画周辺の仕事をしたあと、メキシコに移る。ここで久々に映画監督を再開し、コメディ映画『のんき大将』でヒットを飛ばし、社会主義リアリズム映画の傑作『忘れられた人々』によってカンヌ映画祭で監督賞を受賞。50歳にて国際的に返り咲く。
そこから後は、メキシコにとどまって低予算映画を量産し、『この庭での死』、『ロビンソン漂流記』などの冒険映画、『嵐が丘』などの文芸映画、偏執狂の男を描いた『エル』、不条理映画『皆殺しの天使』、メロドラマのパロディ『スサーナ』、大衆向け娯楽作品の『昇天峠』、『幻影は市電に乗って旅をする』など多種多様な映画を撮る。このメキシコ時代の作品は、欧米でも紹介が遅れたが、ブニュエルらしい映画として批評家の間で評価は高い。アメリカ資本でも2本撮っている。
1961年にスペインに招かれて『ビリディアナ』を撮影。フランコ将軍が健在な時期に帰国したことで共和国側の亡命者達の間で非難轟々となる（やはり共和国側亡命者だったパブロ・ピカソ等は「フランコ政権が続く限りスペインには戻らない」と宣言してそれを死ぬまで守っている）。だが、当局の検閲を通り、スペイン映画として初のカンヌ国際映画祭グランプリを取ったこの映画は、乞食たちが最後の晩餐のパロディーを行うシーンがもとでスキャンダルを巻き起してスペインとイタリアで上映禁止。「スキャンダル映画監督」の健在ぶりを示す。
1963年以降はフランスに招かれジャンヌ・モロー主演で『小間使いの日記』を、カトリーヌ・ドヌーヴ主演で『昼顔』や『哀しみのトリスターナ』などの耽美映画を撮り、フランス映画界の異色の重鎮となる。そして『ブルジョワジーの秘かな愉しみ』、『自由の幻想』というギャグ映画のようなもので観客を戸惑わせ、キリスト教異端事典で脚本を書いたという『銀河』や、同一人物の役をシーンによって二人の違う女優に演じさせた『欲望のあいまいな対象』で観客を煙に巻いた。1983年に死去。

## 作品をめぐる評価
ブニュエルはデビュー作『アンダルシアの犬』の印象が強いためにシュルレアリスムの映画監督として扱われることが多く、彼を一貫したシュールリアリストとしてとらえる研究者もいるが実際には多種多様な映画を撮っている。ブルトンらのシュールリアリズム運動の中に熱狂的に迎え入れられた『アンダルシアの犬』と、シュールリアリスト達の後押しで運動のパトロンであったノワイエ公爵が出資した『黄金時代』の2作は間違いなくシュールリアリズム映画として今も言及される作品であるが、ブニュエルの全32作品からすればそれは一部でしかない。
もっとも、『昼顔』のラストシーンのように、リアリズムでは説明のつかない不思議なシーンがブニュエル映画には顔を出し、それが「シュールリアリズム的」と評される元ともなっている。『忘れられた人々』では「ビルの工事現場で演奏するオーケストラ」がちらりと見えるシーンを撮影しようとしたり（実際にはプロデューサーが止めさせたが）、『欲望のあいまいな対象』ではスーツを着た主人公に意味もなくズタ袋を担がせたシーンを挿入するなど、合理的な意味解釈を拒否したり、混乱させることをブニュエルは好んでいる。
合理的解釈の拒否という点での極北はメキシコ時代の傑作と言われている『皆殺しの天使』だろう。上流階級の人々が晩餐会を催すのだが、不思議なことに誰も帰ろうとしない。皆で夜を明かすのだが、誰一人としてどうしても部屋から出られないのである。そして時間だけが過ぎていくというのが物語のプロットであるが、「何故彼らは部屋から出られないのか」という疑問に一切回答は与えられないままに映画は進行する。また、「部屋から出られない」ことに何かの暗喩が込められているのではないかという詮索にも、一切の手がかりを与えない。
やはりメキシコ時代の『昇天峠』では、主人公が峠を越すバスに乗ったものの次から次へと取ってつけたような邪魔が入って、なかなか峠を越すことができない。「越すことができない峠」に何らかの比喩なり暗喩を嗅ぎ取ることも可能かもしれないが、バスへの運行妨害がひたすら続いていくそのプロセス自体を楽しむ娯楽映画と考えるのが健全に思えてくるのがこの映画の魅力である。晩年の『ブルジョワジーの秘かな愉しみ』にしても「なぜか食事にありつけない人たち」のエピソードが延々と続くだけなのだが、そのエピソード自体を愉しむように仕向けられる。
こうした姿勢は『ブルジョワジーの密かな愉しみ』や『自由の幻想』の中で特に貫徹されており、不可思議なエピソードが御都合主義なまでに脈絡なく続き、それぞれのシーンも時には投やりで撮影したとしか思えないほどである。例えば『自由の幻想』での「連続乱射犯の流れ弾で街路樹から落ちる鳥」のシーンでは、剥製としか見えない鳥が樹からボトっと無機質に落ちるだけである。
だが、これらとは対照的にカトリーヌ・ドヌーヴ主演の『昼顔』では濃密でエロチックな描写を見せ、『小間使の日記』『哀しみのトリスターナ』『ビリディアナ』、あるいはメキシコ時代の『嵐が丘』などの文芸映画では正当すぎる程の演出力を見せ付けてくれもする。『ロビンソン漂流記』、『河と死』、『それを暁と呼ぶ』は冒険映画としての面白さに満ち、『忘れられた人々』は社会主義リアリズムの傑作として評価された。さらに書けば、『グラン・カジノ』は娯楽ミュージカル映画で、メキシコでヒットを飛ばした『のんき大将』はコメディ映画、『糧なき土地』はドキュメンタリーである。また、ブニュエルの作品にはフェティシズムが色濃いことは多くの批評家から指摘されてきた。
ブニュエルの世界はかくも幅が広く、ハリウッドの映画人にも人気があった。1972年に久々にハリウッドを訪ねたブニュエルはジョン・フォード、アルフレッド・ヒッチコック、ウィリアム・ワイラー、ビリー・ワイルダー、ロバート・ワイズ、フリッツ・ラングらそうそうたる人々から歓待を受けている。このとき、ヒッチコックは『哀しみのトリスターナ』で切断されたドヌーヴの脚について語り続けたという。『ジョニーは戦場へ行った』も元々はブニュエルが監督する映画として企画されたものであるし、ハリウッド系ではないが、ウディ・アレンは『アニー・ホール』のために「ルイス・ブニュエル」自身の役でブニュエルに出演を依頼したこともある。

## ブニュエルとキリスト教
ブニュエル映画について語る上でキリスト教は避けて通れない話題である。少年時代に厳格なイエズス会の学校に通わされた反発と、アナーキーなシュールリアリズムからの影響で、ブニュエルは自分のことを筋金入りの無神論者と自称しており(彼の言葉：今日まで無神論者でいられたことを神に感謝する)、『黄金時代』や『ビリディアナ』はキリスト教を茶化しているとされて上映禁止にまでなっているが、彼の映画作品上でのキリスト教の取り上げ方は複雑で一筋縄ではいかないところが多数出てくる。
例えば歴史上実在した柱頭修行者聖シメオンを描いた『砂漠のシモン』では最後にシモンが悪魔の誘惑に負けるので反キリスト教的作品と見ることは可能だが、純粋な行者であるシモンに対する悪意を映画の中に感じることはできない。また、メキシコ時代には純粋無垢な神父を描いた『ナサリン』という作品は、アメリカのカトリック教会から賞も貰っている。「純粋無垢な神父」を描くことでカトリックを揶揄したのか賞賛しようとしたのか、ブニュエルの真意は一筋縄では捉えられないのだが、相反する感情を抱いていたと考えるのが妥当と思われる。『銀河』に至ってはキリスト教の異端事典を元に脚本が書かれている。

## フィルモグラフィー
特記なきものはすべて監督作
- 『アッシャー家の末裔』La Chute de la maison Usher : 監督ジャン・エプスタン、 1928年 - 脚色
- 『アンダルシアの犬』 Un chien andalou : 共同監督サルバドール・ダリ、1929年
- 『黄金時代』 L'Âge d'or : 1930年
- 『糧なき土地』 Terre sans pain : 1933年
- El Vaticano de Pio XII : 1940年
- 『グラン・カジノ』 Gran Casino : 1947年
- 『のんき大将』 El gran Calavera : 1949年
- 『忘れられた人々』 Los olvidados : 1950年
- 『スサーナ』 Susana : 1951年
- 『賭博師の娘』 La hija del engaño : 1951年
- 『昇天峠』 Subida al cielo : 1952年
- 『愛なき女』 Una mujer sin amor : 1952年
- 『乱暴者』El bruto : 1953年
- 『エル』 Él : 1953年
- 『嵐が丘』 Abismos de pasión : 1953年
- 『河と死』 El río y la muerte : 1954年
- 『ロビンソン漂流記』 The Adventurers of Robinson Crusoe : 1954年
- 『幻影は市電に乗って旅をする』 La ilusión viaja en tranvía : 1954年
- 『アルチバルド・デラクルスの犯罪的人生』 Ensayo de un crimen : 1955年
- 『それを暁と呼ぶ』 Cela s'appelle l'aurore : 1956年
- 『この庭に死す』 La Mort en ce jardin : 1956年
- 『ナサリン』 Nazarín : 1959年
- 『熱狂はエル・パオに達す』 La fièvre monte à El Pao : 1959年
- 『若い娘』 The Young One : 1960年
- 『ビリディアナ』 Viridiana : 1961年
- 『皆殺しの天使』 El ángel exterminador : 1962年
- 『小間使の日記』 Le Journal d'une femme de chambre : 1964年
- 『砂漠のシモン』 Simón del desierto : 1965年
- 『昼顔』 Belle de jour : 1967年
- 『銀河』 La Voie lactée : 1969年
- 『哀しみのトリスターナ』 Tristana : 1970年
- 『ブルジョワジーの秘かな愉しみ』 Le Charme discret de la bourgeoisie  : 1972年
- 『フランコ・ネロとナタリー・ドロンのサタンの誘惑』 Le Moine : 監督アド・キルー（フランス語版）、1972年 - 脚本 (VHSスルー)
- 『自由の幻想』 Le Fantôme de la liberté : 1974年
- 『欲望のあいまいな対象』 Cet obscur objet du désir : 1977年

## 受賞歴
| 賞                                   | 年     | 部門                           | 作品名                                   | 結果       |
| ------------------------------------ | ------ | ------------------------------ | ---------------------------------------- | ---------- |
| カンヌ国際映画祭                     | 1951年 | 監督賞                         | 『忘れられた人々』                       | 受賞       |
| カンヌ国際映画祭                     | 1951年 | 国際映画批評家連盟賞           | 『忘れられた人々』                       | 受賞       |
| カンヌ国際映画祭                     | 1959年 | 特別国際賞                     | 『ナサリン』                             | 受賞       |
| カンヌ国際映画祭                     | 1960年 | 特別賞                         | 『若い娘』                               | 受賞       |
| カンヌ国際映画祭                     | 1961年 | パルム・ドール                 | 『ビリディアナ』                         | 受賞       |
| カンヌ国際映画祭                     | 1962年 | 国際映画批評家連盟賞           | 『皆殺しの天使』                         | 受賞       |
| アリエル賞                           | 1951年 | 作品賞                         | 『忘れられた人々』                       | 受賞       |
| アリエル賞                           | 1951年 | 監督賞                         | 『忘れられた人々』                       | 受賞       |
| アリエル賞                           | 1951年 | 脚本賞                         | 『忘れられた人々』                       | 受賞       |
| アリエル賞                           | 1953年 | 作品賞                         | 『昇天峠』                               | ノミネート |
| アリエル賞                           | 1953年 | 監督賞                         | 『昇天峠』                               | ノミネート |
| アリエル賞                           | 1956年 | 作品賞                         | 『ロビンソン漂流記』                     | 受賞       |
| アリエル賞                           | 1956年 | 作品賞                         | 『アルチバルド・デラクルスの犯罪的人生』 | ノミネート |
| アリエル賞                           | 1956年 | 監督賞                         | 『ロビンソン漂流記』                     | 受賞       |
| アリエル賞                           | 1956年 | 監督賞                         | 『アルチバルド・デラクルスの犯罪的人生』 | ノミネート |
| アリエル賞                           | 1956年 | 脚本賞                         | 『ロビンソン漂流記』                     | 受賞       |
| アリエル賞                           | 1956年 | 脚本賞                         | 『アルチバルド・デラクルスの犯罪的人生』 | ノミネート |
| アリエル賞                           | 1978年 | アリエル・デ・オロ（特別金賞） | -                                        | 受賞       |
| 英国アカデミー賞                     | 1952年 | 総合作品賞                     | 『忘れられた人々』                       | ノミネート |
| 英国アカデミー賞                     | 1954年 | 総合作品賞                     | 『ロビンソン漂流記』                     | ノミネート |
| 英国アカデミー賞                     | 1973年 | 作品賞                         | 『ブルジョワジーの秘かな愉しみ』         | ノミネート |
| 英国アカデミー賞                     | 1973年 | 監督賞                         | 『ブルジョワジーの秘かな愉しみ』         | ノミネート |
| 英国アカデミー賞                     | 1973年 | 脚本賞                         | 『ブルジョワジーの秘かな愉しみ』         | 受賞       |
| ボディル賞                           | 1961年 | 非ヨーロッパ映画賞             | 『若い娘』                               | 受賞       |
| ボディル賞                           | 1963年 | 非ヨーロッパ映画賞             | 『皆殺しの天使』                         | 受賞       |
| ボディル賞                           | 1968年 | ヨーロッパ映画賞               | 『昼顔』                                 | 受賞       |
| ヴェネツィア国際映画祭               | 1965年 | 審査員特別賞                   | 『砂漠のシモン』                         | 受賞       |
| ヴェネツィア国際映画祭               | 1965年 | 国際映画批評家連盟賞           | 『砂漠のシモン』                         | 受賞       |
| ヴェネツィア国際映画祭               | 1965年 | イタリア批評家賞               | 『砂漠のシモン』                         | 受賞       |
| ヴェネツィア国際映画祭               | 1967年 | 金獅子賞                       | 『昼顔』                                 | 受賞       |
| ヴェネツィア国際映画祭               | 1967年 | イタリア批評家賞               | 『昼顔』                                 | 受賞       |
| ヴェネツィア国際映画祭               | 1969年 | 栄誉金獅子賞                   | -                                        | 受賞       |
| ヴェネツィア国際映画祭               | 1982年 | 栄誉金獅子賞                   | -                                        | 受賞       |
| ナストロ・ダルジェント賞             | 1965年 | 外国監督賞                     | 『小間使の日記』                         | ノミネート |
| ナストロ・ダルジェント賞             | 1970年 | 外国監督賞                     | 『銀河』                                 | ノミネート |
| ナストロ・ダルジェント賞             | 1974年 | 外国監督賞                     | 『ブルジョワジーの秘かな愉しみ』         | ノミネート |
| ナストロ・ダルジェント賞             | 1975年 | 外国監督賞                     | 『自由の幻想』                           | 受賞       |
| フランス映画批評家協会賞             | 1967年 | 作品賞                         | 『昼顔』                                 | 受賞       |
| フランス映画批評家協会賞             | 1972年 | 作品賞                         | 『ブルジョワジーの秘かな愉しみ』         | 受賞       |
| スペイン映画批評家協会賞             | 1970年 | 作品賞                         | 『哀しみのトリスターナ』                 | 受賞       |
| スペイン映画批評家協会賞             | 1970年 | 監督賞                         | 『哀しみのトリスターナ』                 | 受賞       |
| スペイン映画批評家協会賞             | 1978年 | 監督賞                         | 『欲望のあいまいな対象』                 | 受賞       |
| 全米映画批評家協会賞                 | 1970年 | 監督賞                         | 『哀しみのトリスターナ』                 | 4位        |
| 全米映画批評家協会賞                 | 1972年 | 作品賞                         | 『ブルジョワジーの秘かな愉しみ』         | 受賞       |
| 全米映画批評家協会賞                 | 1972年 | 監督賞                         | 『ブルジョワジーの秘かな愉しみ』         | 受賞       |
| 全米映画批評家協会賞                 | 1972年 | 脚本賞                         | 『ブルジョワジーの秘かな愉しみ』         | 2位        |
| 全米映画批評家協会賞                 | 1977年 | 監督賞                         | 『欲望のあいまいな対象』                 | 受賞       |
| アカデミー賞                         | 1970年 | 外国語映画賞                   | 『哀しみのトリスターナ』                 | ノミネート |
| アカデミー賞                         | 1972年 | 脚本賞                         | 『ブルジョワジーの秘かな愉しみ』         | ノミネート |
| アカデミー賞                         | 1972年 | 外国語映画賞                   | 『ブルジョワジーの秘かな愉しみ』         | 受賞       |
| アカデミー賞                         | 1977年 | 脚色賞                         | 『欲望のあいまいな対象』                 | ノミネート |
| アカデミー賞                         | 1977年 | 外国語映画賞                   | 『欲望のあいまいな対象』                 | ノミネート |
| ゴールデングローブ賞                 | 1972年 | 外国語映画賞                   | 『ブルジョワジーの秘かな愉しみ』         | ノミネート |
| ゴールデングローブ賞                 | 1977年 | 外国語映画賞                   | 『欲望のあいまいな対象』                 | ノミネート |
| ニューヨーク映画批評家協会賞         | 1972年 | 外国語映画賞                   | 『ブルジョワジーの秘かな愉しみ』         | 次点       |
| ニューヨーク映画批評家協会賞         | 1972年 | 脚本賞                         | 『ブルジョワジーの秘かな愉しみ』         | 次点       |
| ニューヨーク映画批評家協会賞         | 1977年 | 作品賞                         | 『欲望のあいまいな対象』                 | 次点       |
| ニューヨーク映画批評家協会賞         | 1977年 | 監督賞                         | 『欲望のあいまいな対象』                 | 次点       |
| ニューヨーク映画批評家協会賞         | 1977年 | 脚本賞                         | 『欲望のあいまいな対象』                 | 次点       |
| ロサンゼルス映画批評家協会賞         | 1977年 | 外国語映画賞                   | 『欲望のあいまいな対象』                 | 受賞       |
| ナショナル・ボード・オブ・レビュー賞 | 1977年 | 監督賞                         | 『欲望のあいまいな対象』                 | 受賞       |
| ナショナル・ボード・オブ・レビュー賞 | 1977年 | 外国語映画賞                   | 『欲望のあいまいな対象』                 | 受賞       |
| セザール賞                           | 1978年 | 監督賞                         | 『欲望のあいまいな対象』                 | ノミネート |
| セザール賞                           | 1978年 | 脚本賞                         | 『欲望のあいまいな対象』                 | ノミネート |
| モスクワ国際映画祭                   | 1979年 | 名誉賞                         | -                                        | 受賞       |

## 註
1. ↑  この項は、ジャン＝クロード・カリエール、ルイス・ブニュエル『映画　わが自由の幻想』早川書房、トマス・ペレス・トレント／ホセ・デ・ラ・コリーナ『ルイス・ブニュエル　公開禁止令』フィルムアート社、1990年を参照
2. ↑  鼓宗「ブニュエル／ラレーアの幻のフィルム」、ユリイカ、2000年9月号所収p.218　「このメキシコ時代に撮影されたのは大部分がいわゆるプログラム・ピクチャーであり、低予算で短期間に撮影された作品は（中略）メキシコの観客の低俗な趣味に合わせたメロドラマが主流であった。」
3. ↑  蓮實重彦『映像の詩学』筑摩書房(1978)、p.76　「作品の大部分は、あてがいぶちの題材による娯楽を目的とした商業映画」「興行的に安定した職人芸の持ち主」
4. ↑  金井美恵子・金谷重朗・野谷文昭「ブニュエルに祝福のキスを」、ユリイカ、2000年9月号所収、p.158「メキシコ時代の映画が評価されるにしたがって、晩年のフランス時代の映画の評価が下がっていますね。」
5. ↑  金井美恵子・金谷重朗・野谷文昭「ブニュエルに祝福のキスを」ユリイカ、2000年9月号所収、p.148「シュルレアリスム方面、異端の映画作家というイメージで受容されていたんじゃないでしょうか。」　p.149「ブニュエル＝シュルレアリストという漠然としたイメージはありました。」
6. ↑  蓮實重彦『シネマの記憶装置』フィルムアート社(1979)、p.134　「ブニュエルもラングも、映画史家たちによって、いかにもしっくりこない神話的仮面を被せられて映画史の前傾に引き出されている。「シュールリアリスト」ブニュエル（後略）」
7. ↑  東琢磨「「メキシコ／大衆」というパトロン」、ユリイカ、2000年9月号所収、p.199、「ブニュエルは、最後までシュルレアリストであり続けた人だが」
8. ↑  アド・キルー『映画のシュルレアリスム』フィルムアート社(1997)の第8章全体がルイスブニュエルの映画キャリア全体をシュルレアリスムとして論じている。
9. ↑  矢島翠訳『ブニュエル　映画、わが自由の幻想』早川書房(1984年)、pp.177-193
10. ↑  矢島翠訳『ブニュエル　映画、わが自由の幻想』早川書房(1984年)、pp.193-199
11. ↑  矢島翠訳『ブニュエル　映画、わが自由の幻想』早川書房(1984年)、pp.334-335
12. ↑  蓮實重彦『シネマの記憶装置』フィルムアート社(1979)、p.135　「ブニュエルの名を映画史が記憶すべきは、彼のメキシコ時代の最後の長編『皆殺しの天使』（六二年（中略））によってでなければならぬ（後略）」
13. ↑  蓮實重彦『シネマの記憶装置』フィルムアート社(1979)、pp.135-139　「ブニュエルの『ブルジョワジーの秘かな愉しみ』(七二年)は、途方もなく面白い。ただ、ひたすら、理由もなく面白いのだ。（中略）ブニュエルはここで、メキシコ定着以後の娯楽大作の映画作りの方法を十二分に活用している。（中略）これが、（中略）難解な芸術映画と思われてしまうとしたら、それは不幸なことだろう。『燃えよ、ドラゴン』にも劣らぬ荒唐無稽な御都合主義からなるこの映画を、人は、いそいそと胸を躍らせて見に行かねばならない。」
14. ↑  澤野雅樹「外なき空間の隠喩」ユリイカ、2000年9月号所収、p.143に「時として御都合主義と揶揄されるルイス・ブニュエルの作品群は」とあるように、これはブニュエルの作品によくみられる傾向である。
15. ↑  オラシオ・ゴメス＝ダンティス「冒涜の秘かな愉しみ。ブニュエルとの二分間」ユリイカ、2000年9月号所収、p.130　「メキシコ映画史家エミリオ・ガルシア・リエラに言わせると、『忘れられた人々』はスペイン語で作られた映画の中で最初の傑作、ということになる。」
16. ↑  四方田犬彦「ブニュエルとトレド」ユリイカ、2000年9月号所収、p.91 「ブニュエルが作品の中で女性の足に対して特別なフェティシズムを示してきたことは、つとに知られている。」
17. ↑  金井美恵子・金谷重朗・野谷文昭「ブニュエルに祝福のキスを」ユリイカ、2000年9月号所収、p.159、「脚ということでは、ブニュエルについて考える時に必ず出てくるのがフェティシズムで」
18. ↑  エンリケ・ボカネグラ「ルイス・ブニュエルの映画におけるバロック」ユリイカ、2000年9月号所収、p.194　「現実の緻密な、しかしその最も病的で破廉恥な側面に集中しがちな描写。」
19. ↑  金井美恵子・金谷重朗・野谷文昭「ブニュエルに祝福のキスを」、ユリイカ、2000年9月号所収、p.172　「ハリウッドの人がもてはやしていた」
20. ↑  1972年のハリウッドでの歓待の話は、矢島翠訳『ブニュエル　映画、わが自由の幻想』早川書房(1984年)、pp.327-329
21. ↑  矢島翠訳『ブニュエル　映画、わが自由の幻想』早川書房(1984年)、pp.324-325
22. ↑  矢島翠訳『ブニュエル　映画、わが自由の幻想』早川書房(1984年)、p.325
23. ↑  『岩波キリスト教辞典』岩波書店(2002年)の「ブニュエル」の項を参照
24. ↑  金井美恵子・金谷重朗・野谷文昭「ブニュエルに祝福のキスを」ユリイカ、2000年9月号所収、p.148、「ブニュエルといえばフェティシズム、反教権という感じだったでしょう。」
25. ↑  矢島翠訳『ブニュエル　映画、わが自由の幻想』早川書房(1984年)、15章「わが無神論も、神のおかげ」などを参照
26. ↑  金井美恵子・金谷重朗・野谷文昭「ブニュエルに祝福のキスを」ユリイカ、2000年9月号所収、p.161 「反教権主義性はよく言われますが、それはカトリシズム批判としてのアナーキズムにも似ていて、彼は一方で教会的なことにどっぷり浸っている気もするんです。晩年にはメキシコで神父とワインを飲んでいたそうですし。」
27. ↑  オラシオ・ゴメス＝ダンティス「冒涜の秘かな愉しみ。ブニュエルとの二分間」ユリイカ、2000年9月号所収、p.132　「ブニュエルにはスペインの教会をすべて統一するような教皇になりうる力量があります」
28. ↑  矢島翠訳『ブニュエル　映画、わが自由の幻想』早川書房(1984年)、pp.405-406
29. 1 2  “Premios del CEC a la producción española de 1970”. Círculo de Escritores Cinematográficos. 2020年2月8日閲覧。
30. ↑  “Premios del CEC a la producción española de 1978”. Círculo de Escritores Cinematográficos. 2020年2月8日閲覧。

## 関連事項
- カランダ （en:Calanda, Spain）
- アド・キルー （en:Adonis Kyrou）
- 天才画家ダリ 愛と激情の青春